# Coeficiente de parentesco

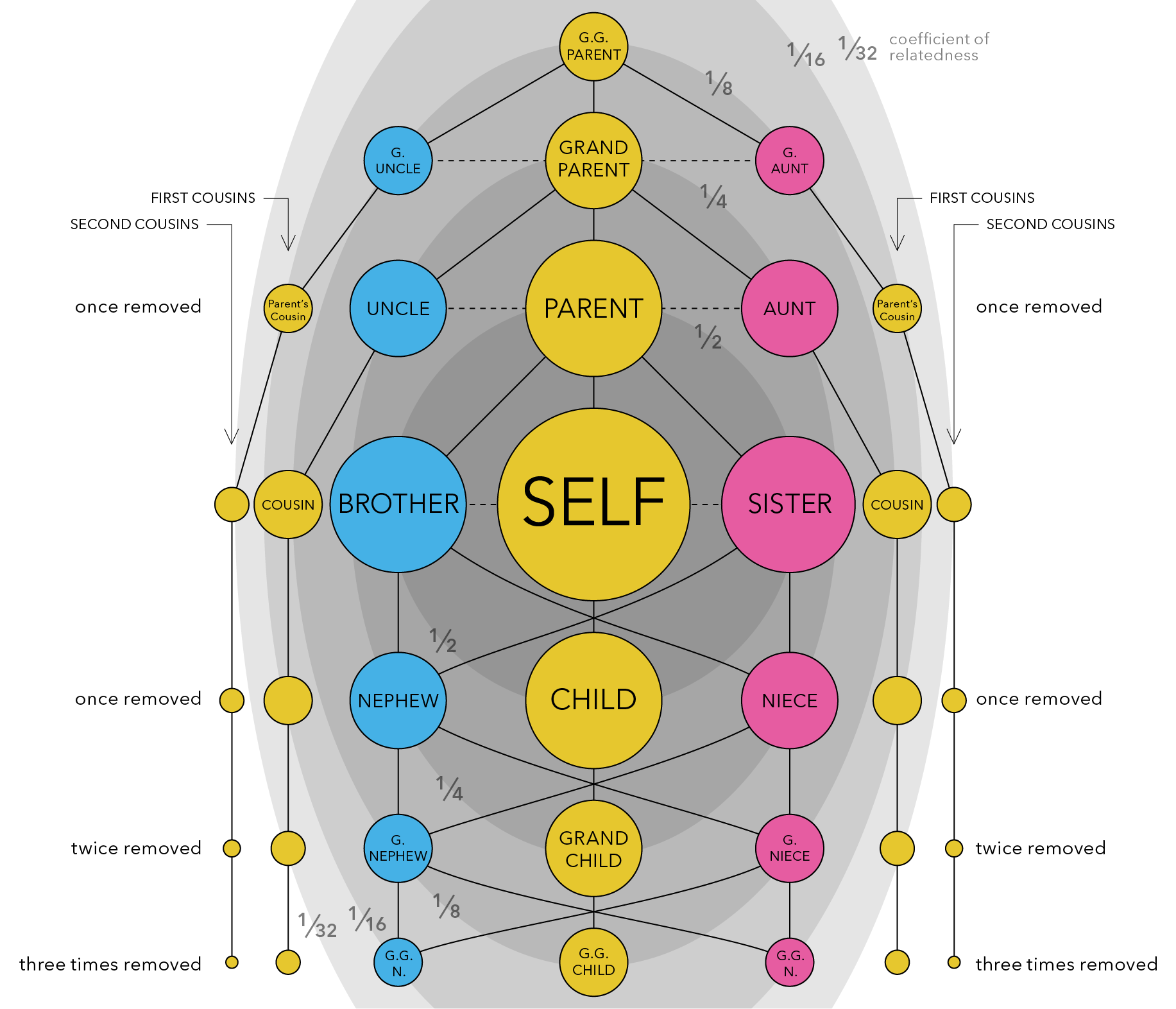
Diagrama de relações de parentesco mostrando coeficientes de consanguinidade entre eles.

Em genética populacional, o coeficiente de parentesco ou coeficiente de consanguinidade (r) de Sewall Wright é a probabilidade de que, dado um locus escolhido ao acaso, os alelos de dois indivíduos sejam idênticos por origem.
Por exemplo, o coeficiente de parentesco entre pai e filho é 0,5 (½), pois metade dos alelos são idênticos por origem. Isso ocorre pois metade do genoma do filho foi herdado do pai.
Outros exemplos de parentesco: (presumindo que não há consaguinidade entre os pais):
| Coeficiente de parentesco (r) | Grau de parentesco                      |
| ----------------------------- | --------------------------------------- |
| 1 (1/1)                       | indivíduo                               |
| 0,5 (1/2)                     | pais e filhos                           |
| 0,5 (1/2)                     | irmãos                                  |
| 0,25 (1/4)                    | avós e netos                            |
| 0,25 (1/4)                    | tios e sobrinhos                        |
| 0,125 (1/8)                   | primos                                  |
| 0,125 (1/8)                   | bisavós e bisnetos                      |
| 0,125 (1/8)                   | tios-avós e sobrinhos-netos             |
| 0,25 (1/4)                    | meios-irmãos                            |
| 0,0625 (1/16)                 | meios-primos                            |
| 0,25 (1/4)                    | duplos-primos                           |
| 0,125 (1/8)                   | meios-tios e meios-sobrinhos            |
| 0,0625 (1/16)                 | meios-tios-avós e meios-sobrinhos-netos |